# Zilora anatolica
Zilora anatolica is een keversoort uit de familie zwamspartelkevers (Melandryidae). De wetenschappelijke naam van de soort werd in 1971 gepubliceerd door Korge.